# Слишкович, Блаж
Блаж Сли́шкович (босн. Blaž Slišković; род. 30 мая 1959, Мостар) — югославский и боснийский футболист, тренер.
Выступал за югославские «Вележ» и «Хайдук», итальянскую «Пескару», французские «Ренн», «Марсель», «Мюлуз», «Ланс». Как игрок имел прозвище «Балканский Марадона», а Зинедин Зидан признался, что Слишкович являлся кумиром его юности. Провёл 26 игр за сборную Югославии, забил 3 мяча.
С 2002 по 2006 год возглавлял сборную Боснии и Герцеговины. В последние годы был главным тренером боснийского клуба «Зринськи», с которым выиграл два чемпионства подряд. В 2011 году был включён в символическую команду 11 лучших игроков сплитского «Хайдука» всех времён.

## Биография

### Клубная карьера
Блаж Слишкович родился 30 мая 1959 года в городе Мостар в семье боснийских хорватов. Блаж пошёл по стопам своего отца Петра и стал заниматься футболом. Слишкович начал карьеру профессионального футболиста в клубе родного города «Вележе». Блаж дебютировал за основную команду в 1976 году в возрасте 17 лет. Всего за первый клуб он провёл 121 матч и забил 25 голов в чемпионате. В составе «Вележа» Слишкович выиграл Балканский кубок и Кубок Югославии.
В 1981 году Слишкович перешёл в один из ведущих клубов Югославии — сплитский «Хайдук». В сезоне 1983/84 Слишкович вновь завоевал Кубок страны, а на следующий год был признан Футболистом года в Югославии. За время выступлений в «Хайдуке» Слишкович стал любимцем публики на «Полюде». В это время Слишковичу прочили большое будущее и переход в один из ведущих европейских клубов.
В 1986 году Слишкович перешёл во французский «Олимпик» из Марселя. В первом и единственном сезоне за самый популярный клуб Франции Блаж провёл 29 игр и забил 6 голов.
Летом 1987 года Слишкович переехал в Италию в «Пескару». За «дельфинов» Слишкович также сыграл один сезон в ходе которого провёл 23 матча и забил 8 мячей.
Проведя один сезон в Италии, полузащитник вернулся во Францию, где выступал за «Ланс», «Мюлуз» и «Ренн». За эти клубы Слишкович выступал по одному сезону, поскольку команды Блажа покидали элитный французский дивизион и отправлялись в Лигу 2.
Завершил профессиональную карьеру футболиста Слишкович на родине, в родном городе Мостаре, выступая за «Зриньски».

### Международная карьера
Блаж Слишкович выступал за молодёжную сборную Югославии и выиграл в её составе первый чемпионат Европы среди молодёжных команд.
За главную национальную сборную Слишкович дебютировал 15 ноября 1978 года в матче против Греции. Также Слишкович выступал за олимпийскую сборную Югославии. 26 марта 1980 года в Мостаре состоялся отборочный матч олимпийского турнира 1984 года в котором югославы принимали сборную Италии. В этом матче Слишкович забил два мяча и сделал две голевые передачи, а Югославия победила 5:2.
Слишкович был одним из кандидатов на поездку на чемпионат мира 1982 года, однако полученная тяжёлая травма помешала Слишковичу поехать на мундиаль. Также Блаж не был включен в заявку сборной Югославии на чемпионат Европы 1984. Всего за главную сборную Югославии провёл 26 матчей и забил 3 мяча.
В 1993 году Слишкович провёл 2 товарищеские игры в составе сборной Боснии и Герцеговины в качестве капитана.

### Игровые качества
Слишкович выступал на позиции центрального полузащитника. Ему часто на поле приходилось исполнять роль плеймейкера. Особенно опасными в исполнении Слишковича были штрафные и угловые удары, с которых он нередко забивал голы. Помимо этого Блаж отличался хорошим дриблингом и исполнением стандартных положений. Один из самых красивых голов в карьере Слишковича был забит именно дальним ударом со штрафного в ворота пражской «Спарты» в розыгрыше Кубка УЕФА 1983/84.
Несмотря на эти сильные стороны, Слишковичу не удалось стать игроком высокого класса из-за проблем с курением. Также из-за серьёзной травмы Слишкович выбыл на год и не сумел закрепиться в составе сборной Югославии.

### Тренерская карьера

#### Сборная Боснии и Герцеговины
Тренерскую карьеру начал в хорватском клубе «Хрватски Драговоляц», затем тренировал боснийские клубы «Посушье» и «Бротнё». В 2002 году Блаж получил приглашение занять пост главного тренера национальной сборной Боснии и Герцеговины. В отборочном цикле к чемпионату Европы 2004 «золотые лилии» попали в группу «2» вместе с командами Норвегии, Дании, Румынии и Люксембурга.

Турнир для боснийцев начался неудачно: первый матч, проходивший в Сараево, был проигран Румынии (0:3). Вторая игра — против Норвегии, проходившая в гостях, была также проиграна со счётом 0:2. Однако затем боснийцы обыграли аутсайдера группы сборную Люксембурга (2:0) и благодаря голам Барбареза и Балича сумели одержать гостевую победу над Данией (2:0). После этого подопечные Слишковича победили Норвегию (1:0) благодаря голу, забитому Златаном Байрамовичем, добившему мяч после дальнего удара Сергея Барбареза на 87-й минуте матча. Весь матч подопечные Слишковича играли лучше и без устали штурмовали ворота соперника. После этой игры Блаж Слишкович заявил: 
Вся работа тренера заключается в том, чтобы заставить своих игроков не сдаваться до самого финального свистка, кому это удается, тот и побеждает. Теперь мы готовы из кожи вон вылезти для того, чтобы победить в оставшихся двух играх и выйти в стыковые матчи.
Перед последним туром команда Слишковича имела шансы попасть на континентальное первенство в случае победы над Данией. Однако начало матча на сараевском стадионе «Кошево» осталось за датчанами: уже на 12-й минуте Мартин Йоргенсен открыл счёт. Всё, что удалось боснийцам, это сравнять счёт усилиями Элвира Болича. Матч закончился вничью — 1:1. Команда Слишковича заняла 4-е место в группе, отстав от лидера — сборной Дании всего на 2 очка.
В отборочном турнире к чемпионату мира 2006 жребий отправил боснийцев в 7-ю группу вместе со сборными Испании, Сербии и Черногории, Бельгии, Литвы и Сан-Марино.

Турнир снова начался для «золотых лилий» неудачно. После домашних ничьих с фаворитами группы Испанией и Сербией и Черногорией последовало разгромное поражение от бельгийцев (1:4) и домашняя ничья с Литвой (1:1). После этих неудачных игр команда Слишковича набрала 12 очков в 4-х матчах и сыграла на выезде вничью с Испанией (1:1). В этих играх они обыграли аутсайдеров группы сборную Сан-Марино и Литвы, а также вырвали победу в домашнем матче с бельгийцами. После победного матча со сборной Бельгии (1:0) Слишкович отметил, что у его команды есть шансы побороться за вторую строчку в турнирной таблице: 
Это был довольно трудный матч. Мы создали больше моментов и заслужили победу, которая оставляет нам больше шансов, чтобы занять 2-е место в группе 7.
В случае победы в последней гостевой игре в Белграде боснийцы могли рассчитывать на попадание в стыковые матчи. Из-за напряжённой атмосферы вокруг матча в Белграде были повышены меры безопасности, чтобы предотвратить столкновения между болельщиками команд. Однако беспорядки произошли и УЕФА оштрафовал обе футбольные федерации. Сам же матч на стадионе «Црвена Звезда» завершился минимальной победой хозяев. Команда Слишковича заняла 3-е место в своей группе, отстав на 4 очка от сборной Испании, которая заняла 2-е место. В январе 2006 года Блаж продлил контракт с Футбольным союзом Боснии и Герцеговины до 2008 года.

В отборочном турнире к чемпионату Европы 2008 боснийской сборной в соперники достались: Греция, Турция, Норвегия, Молдавия, Венгрия и Мальта. Слишкович был очень доволен результатами жеребьёвки и заявил, что его команде вполне по силам пробиться на чемпионат Европы. Первая игра отборочного цикла завершилась разгромной победой боснийцев над аутсайдером группы сборной Мальты (5:2). Во втором матче подопечные Слишковича принимали дома сборную Венгрии. В первом тайме Саша Папац сфолил в своей штрафной площади, а Сабольч Хусти уверенно реализовал пенальти. На исходе первой половины встречи с поля был удалён защитник боснийцев Эмир Спахич. После этого венгры имели преимущество и забили ещё 2 гола, гол Мисимовича установил окончательный счёт — 3:1 в пользу венгров. После этого матча Слишкович подал в отставку. Тренер заявил, что намеревался в двух стартовых играх набрать 6 очков, что команде сделать не удалось. Также Блаж Слишкович добавил, что «это решение далось ему очень тяжело, но он не мог поступить иначе». Однако руководство Футбольного союза Боснии и Герцеговины не приняло отставку главного тренера. Слишкович согласился продолжить работу в сборной и на пресс-конференции перед третьим матчем с Молдавией отметил: 
В команде Молдовы выступают футболисты, играющие в чемпионатах России и Украины. Одно это говорит об их классе. Поэтому я не рассматриваю завтрашний матч через призму обязательной победы. Если закончим встречу вничью — тоже будет неплохо, а если проиграем — трагедии из этого делать не станем.
Матч на стадионе «Зимбру» начался для хозяев удачно, они вели к 32-й минуте 2:0. Однако во втором тайме команде Слишковича удалось отыграться усилиями Мисимовича и Грлича. Матч закончился с ничейным счётом 2:2. После игры Блаж Слишкович отметил, что: «Его подопечные после перерыва стали играть так, как это надо было делать с самого начала матча». Четвёртый матч боснийцы проводили дома против сборной Греции. В дебюте встречи игрок «золотых лилий» Далибор Шилич сыграл рукой в своей штрафной, за что был назначен пенальти, который реализовал Харистеас. В начале второго тайма с поля был удалён другой защитник из команды Слишковича — Саша Папац. После чего греки контролировали игру, а в последние 10 минут матча забили 3 мяча в ворота Алмира Тольи, обыграв команду Боснии с разгромным счётом 4:0.
4 ноября 2006 года решением Футбольного союза Боснии и Герцеговины Блаж Слишкович был уволен с поста главного тренера национальной сборной. Вместе с Слишковичем был уволен и тренер молодёжной сборной Ибрагим Жуканович. Официальной причиной увольнения стало желание руководителей боснийского футбола обновить штабы взрослой и молодёжной национальных команд.

#### Клубы
Одновременно с руководством сборной Боснии и Герцеговины в октябре 2004 года Блаж Слишкович стал главным тренером сплитского «Хайдука», за который провёл лучшие годы карьеры профессионального футболиста. На этом посту он сменил Ивана Каталинича. Под руководством Слишковича «Хайдук» выиграл чемпионат Хорватии 2004/2005 и стал финалистом Кубка Хорватии.

После этого он стал главным тренером «Зриньски» из Мостара, где заканчивал свою игровую карьеру. В сезоне 2005/06 клуб Слишковича финишировал на 3-м месте в чемпионате страны, получив право участвовать в Кубке Интертото. В первом раунде розыгрыша Кубка Интертото 2006 в соперники «Зриньски» достался мальтийский клуб «Марсашлокк». Первый матч завершился разгромной победой (3:0) подопечных Слишковича, который после матча заявил: 
Я полагаю, у нас есть преимущество перед ответной встречей, но мы отправимся на Мальту без шапкозакидательских настроений.
Ответный матч завершился со счётом 1:1, обеспечившим «Зриньски» выход во второй раунд. Однако во втором раунде команда Слишковича уступила израильскому «Маккаби» из Петах-Тиквы по сумме 2 матчей — 2:4. В сезоне 2006/07 команда Слишковича завоевала серебряные медали первенства Боснии и Герцеговины, отстав от лидера — «Сараево» на 4 очка. В розыгрыше Кубка УЕФА 2007/08 в первом отборочном раунде команда Слишковича была разгромлена сербским «Партизаном» с общим счётом 1:11. В первом (домашнем) матче подопечные Слишковича проиграли со счётом 1:6, причём хет-триком в составе сербской команды отметился бывший игрок «Зриньски» Ламине Диарра. Гостевой матч завершился со счётом 5:0, в котором хет-трик сделал Стеван Йоветич.
После «Зриньски» Слишкович отправился в Албанию, где возглавил ФК «Тирана». В сезоне 2008/09 команда Слишковича выиграла Албанскую Суперлигу и стала финалистом национального кубка.
В марте 2010 года Блаж Слишкович подписал контракт с румынским клубом «Униря» из Алба-Юлия. Команда оказалась в сложной турнирной ситуации, находясь в зоне вылета. По итогам сезона Слишковичу не удалось удержать команду в элитном дивизионе, и «Униря» вылетела во Вторую лигу.
27 марта 2011 года Блаж Слишкович стал главным тренером боснийского клуба «Широки-Бриег». Подопечным Слишковича удалось финишировать 4-ми, что дало право клубу выступить в розыгрыше Лиги Европы на следующий год. После окончания сезона Блаж Слишкович покинул свой пост главного тренера «Широки-Бриег» и отправился работать в Саудовскую Аравию, в клуб «Аль-Ансар».
В 2012 году тренировал клуб, представляющий китайскую Суперлигу, «Циндао Чжуннэн».

## Личная жизнь
Блаж Слишкович был женат на сербской гандболистке Светлане Китич.
Сын Владимир Слишкович — футболист и тренер.

## Достижения

### Как игрок
- Обладатель Балканского кубка: 1980
- Обладатель Кубка Югославии: 1981, 1984
- Футболист года в Югославии: 1985
- Чемпион Европы среди молодёжи: 1978
- Вице-чемпион Югославии: 1982/83, 1984/85
- Вице-чемпион Франции: 1986/87
- Финалист Кубка Франции: 1986/87

### Как тренер
- Чемпион Хорватии: 2004/05
- Чемпион Албании: 2008/09
- Чемпион Боснии: 2016/17, 2017/18
- Финалист Кубка Хорватии: 2004/05
- Финалист Кубка Албании: 2008/09
- Вице-чемпион Боснии и Герцеговины: 2006/07
- Бронзовый призёр чемпионата Боснии и Герцеговины: 2005/06

## Статистика

### Клубная статистика
| Клуб                           | Сезон                          | Чемпионат | Чемпионат | Кубок | Кубок | Еврокубки | Еврокубки | Итого | Итого |
| Клуб                           | Сезон                          | Игры      | Голы      | Игры  | Голы  | Игры      | Голы      | Игры  | Голы  |
| ------------------------------ | ------------------------------ | --------- | --------- | ----- | ----- | --------- | --------- | ----- | ----- |
| Вележ                          | 1975/76                        | 3         | 0         | ?     | ?     | ?         | ?         | 3     | 0     |
| Вележ                          | 1976/77                        | 26        | 6         | ?     | ?     | ?         | ?         | 26    | 6     |
| Вележ                          | 1977/78                        | 29        | 7         | ?     | ?     | ?         | ?         | 29    | 7     |
| Вележ                          | 1978/79                        | 29        | 7         | ?     | ?     | ?         | ?         | 29    | 7     |
| Вележ                          | 1979/80                        | 22        | 5         | ?     | ?     | ?         | ?         | 22    | 5     |
| Вележ                          | 1980/81                        | 12        | 0         | ?     | ?     | ?         | ?         | 12    | 0     |
| Всего за «Вележ»               | Всего за «Вележ»               | 121       | 25        | ?     | ?     | ?         | ?         | 121   | 25    |
| Хайдук                         | 1981/82                        | 20        | 2         | ?     | ?     | ?         | ?         | 20    | 2     |
| Хайдук                         | 1982/83                        | 6         | 0         | ?     | ?     | ?         | ?         | 6     | 0     |
| Хайдук                         | 1983/84                        | 21        | 5         | ?     | ?     | ?         | ?         | 21    | 5     |
| Хайдук                         | 1984/85                        | 29        | 8         | ?     | ?     | ?         | ?         | 29    | 8     |
| Хайдук                         | 1985/86                        | 25        | 8         | ?     | ?     | ?         | ?         | 25    | 8     |
| Всего за «Хайдук»              | Всего за «Хайдук»              | 101       | 23        | ?     | ?     | ?         | ?         | 101   | 23    |
| Марсель                        | 1986/87                        | 29        | 6         | ?     | ?     | ?         | ?         | 29    | 6     |
| Всего за «Марсель»             | Всего за «Марсель»             | 29        | 6         | ?     | ?     | ?         | ?         | 29    | 6     |
| Пескара                        | 1987/88                        | 23        | 8         | ?     | ?     | ?         | ?         | 23    | 8     |
| Всего за «Пескару»             | Всего за «Пескару»             | 23        | 8         | ?     | ?     | ?         | ?         | 23    | 8     |
| Ланс                           | 1988/89                        | 15        | 1         | ?     | ?     | ?         | ?         | 15    | 1     |
| Всего за «Ланс»                | Всего за «Ланс»                | 15        | 1         | ?     | ?     | ?         | ?         | 15    | 1     |
| Мюлуз                          | 1989/90                        | 27        | 8         | ?     | ?     | ?         | ?         | 27    | 8     |
| Всего за «Мюлуз»               | Всего за «Мюлуз»               | 27        | 8         | ?     | ?     | ?         | ?         | 27    | 8     |
| Ренн                           | 1991/92                        | 22        | 0         | ?     | ?     | ?         | ?         | 22    | 0     |
| Всего за «Ренн»                | Всего за «Ренн»                | 22        | 0         | ?     | ?     | ?         | ?         | 22    | 0     |
| Пескара                        | 1992/93                        | 18        | 1         | ?     | ?     | ?         | ?         | 18    | 1     |
| Всего за «Пескару»             | Всего за «Пескару»             | 18        | 1         | ?     | ?     | ?         | ?         | 18    | 1     |
| Хрватски Драговоляц            | 1995/96                        | 5         | 0         | ?     | ?     | ?         | ?         | 5     | 0     |
| Всего за «Хрватски Драговоляц» | Всего за «Хрватски Драговоляц» | 5         | 0         | ?     | ?     | ?         | ?         | 5     | 0     |
| Всего за карьеру               | Всего за карьеру               | 361       | 72        | ?     | ?     | ?         | ?         | 361   | 72    |

### Матчи и голы за сборную Югославии
| №  | Дата             | Соперник    | Счёт | Голы | Турнир                   |
| 1  | 15 ноября 1978   | Греция      | 3:0  | -    | Кубок Балкан             |
| 2  | 13 июня 1979     | Италия      | 4:1  | -    | Товарищеский матч        |
| 3  | 16 сентября 1979 | Аргентина   | 4:2  | 1    | Товарищеский матч        |
| 4  | 10 октября 1979  | Испания     | 1:0  | -    | Отборочные матчи ЧЕ-1980 |
| 5  | 31 октября 1979  | Румыния     | 2:1  | 1    | Отборочные матчи ЧЕ-1980 |
| 6  | 14 ноября 1979   | Кипр        | 5:0  | -    | Отборочные матчи ЧЕ-1980 |
| 7  | 22 марта 1980    | Уругвай     | 2:1  | -    | Товарищеский матч        |
| 8  | 25 марта 1981    | Болгария    | 2:1  | 1    | Товарищеский матч        |
| 9  | 29 апреля 1981   | Греция      | 5:1  | -    | Отборочные матчи ЧМ-1982 |
| 10 | 1 июня 1983      | Румыния     | 1:0  | -    | Товарищеский матч        |
| 11 | 12 октября 1983  | Норвегия    | 2:1  | -    | Отборочные матчи ЧЕ-1984 |
| 12 | 26 октября 1983  | Швейцария   | 0:2  | -    | Товарищеский матч        |
| 13 | 12 сентября 1984 | Шотландия   | 1:6  | -    | Товарищеский матч        |
| 14 | 29 сентября 1984 | Болгария    | 0:0  | -    | Отборочные матчи ЧМ-1986 |
| 15 | 20 января 1985   | Иран        | 3:1  | -    | Товарищеский матч        |
| 16 | 25 января 1985   | СССР        | 2:1  | -    | Товарищеский матч        |
| 17 | 29 января 1985   | Китай       | 1:1  | -    | Товарищеский матч        |
| 18 | 1 февраля 1985   | Южная Корея | 3:1  | -    | Товарищеский матч        |
| 19 | 4 февраля 1985   | СССР        | 1:2  | -    | Товарищеский матч        |
| 20 | 27 марта 1985    | Люксембург  | 1:0  | -    | Отборочные матчи ЧМ-1986 |
| 21 | 23 апреля 1985   | Франция     | 0:0  | -    | Отборочные матчи ЧМ-1986 |
| 22 | 16 ноября 1985   | Франция     | 0:2  | -    | Отборочные матчи ЧМ-1986 |
| 23 | 30 апреля 1986   | Бразилия    | 2:4  | -    | Товарищеский матч        |
| 24 | 11 мая 1986      | ФРГ         | 1:1  | -    | Товарищеский матч        |
| 25 | 19 мая 1986      | Бельгия     | 3:1  | -    | Товарищеский матч        |
| 26 | 12 ноября 1986   | Англия      | 0:2  | -    | Отборочные матчи ЧЕ-1988 |

Итого: 26 матчей / 3 гола; 16 побед, 4 ничьих, 6 поражений.